# Microregione di Alvorada d'Oeste
Alvorada d'Oeste è una microregione dello Stato della Rondônia in Brasile, appartenente alla mesoregione di Leste Rondoniense.

## Comuni
Comprende 4 comuni:
- Alvorada d'Oeste
- Nova Brasilândia d'Oeste
- São Miguel do Guaporé
- Seringueiras